# Citoplasma

Anatomia di una cellula animale

Con citoplasma si indica la parte della cellula  all'interno della membrana cellulare costituita da una matrice fluida (citosol) in cui sono dispersi organuli cellulari. Sinonimi di citoplasma sono i termini sarcoplasma, riferito ai miociti, e assoplasma, riferito ai neuroni.

## Struttura
Il citoplasma occupa circa la metà del volume totale della cellula ed è costituito per circa il 75-85 per cento da una parte liquida in cui sono disciolte tutte le sostanze chimiche vitali, tra cui sali, ioni, zuccheri, una grande quantità di enzimi e proteine e la maggior parte dell'RNA. La matrice citoplasmatica può essere definita plasmagel o plasmasol a seconda dello stato di aggregazione delle proteine.
Sia nelle cellule eucariote che in quelle procariote, il citoplasma contiene inoltre un'intelaiatura formata da una complessa rete di filamenti costituiti da proteine fibrose e/o globulari che costituiscono il citoscheletro. Il citoscheletro conferisce alla cellula la sua forma caratteristica, rende possibili gli spostamenti degli organuli cellulari e coordina funzioni biologiche fondamentali.
Il rapporto nucleo/citoplasma varia notevolmente da un tipo cellulare all’altro. Per esempio, nello spermatozoo il citoplasma è scarso ed altamente specializzato, mentre nei linfociti è scarso e non specializzato. Invece la cellula uovo contiene molto più citoplasma in rapporto con il nucleo, funzionando da magazzino delle sostanze nutritive dell'embrione.

## Principali organuli del citoplasma
Gli organuli cellulari principali contenuti nel citoplasma sono:
- mitocondri,
- ribosomi,
- lisosomi,
- perossisomi,
- reticolo endoplasmatico liscio e rugoso,
- apparato del Golgi,
- centrioli (non presenti in tutte le cellule eucariote).

## Funzioni

Fagocitosi cellulare

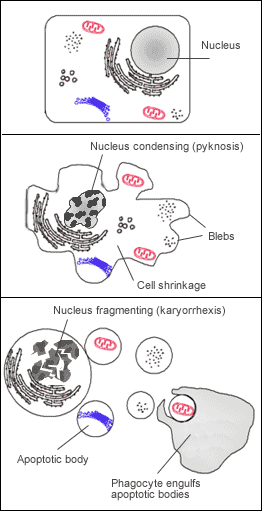
Apoptosi cellulare

È proprio nel citoplasma che si svolgono le principali attività della vita cellulare (metabolismo, movimenti della cellula, assorbimento, glicolisi, processi di sintesi, modificazioni della forma della cellula, fagocitosi, apoptosi).